# 日栄社
株式会社日栄社（にちえいしゃ）は、教科書のほか大学受験向けの参考書・問題集を発行している出版社。
「薄くて安くて中身が濃い」をモットーとしている。

## 概要
- 創業 - 1948年（昭和23年）
- 本社所在地 - 東京都清瀬市下清戸3-928-2

2025年4月28日、東京都江東区亀戸8-25-12から東京都清瀬市下清戸3-928-2へ社屋を移転。

## 主な出版物
別名「薄物」とも呼ばれている、「1日1題30日完成」シリーズや「新・ノート」シリーズが有名である。特に古文、漢文は、基礎から応用まで対応可能なため、評価が高い。